# Şərif Şərifov
Şərif Şərifov –también escrito como Sharif Sharifov– (Gunuj, URSS, 11 de noviembre de 1988) es un deportista azerbaiyano que compitió en lucha libre.
Participó en dos Juegos Olímpicos de Verano, obteniendo dos medallas, oro en Londres 2012, en la categoría de 84 kg, y bronce en Río de Janeiro 2016, en la categoría de 86 kg.
Ganó tres medallas en el Campeonato Mundial de Lucha entre los años 2009 y bronce en 2019, y cuatro medallas en el Campeonato Europeo de Lucha entre los años 2010 y 2019.

## Palmarés internacional
| Juegos Olímpicos   | Juegos Olímpicos        | Juegos Olímpicos  | Juegos Olímpicos |
| Año                | Lugar                   | Medalla           | Categoría        |
| ------------------ | ----------------------- | ----------------- | ---------------- |
| 2012               | Londres (Reino Unido)   | Medalla de oro    | 84 kg            |
| 2016               | Río de Janeiro (Brasil) | Medalla de bronce | 86 kg            |
| Campeonato Mundial |                         |                   |                  |
| Año                | Lugar                   | Medalla           | Categoría        |
| 2009               | Herning (Dinamarca)     | Medalla de bronce | 84 kg            |
| 2011               | Estambul (Turquía)      | Medalla de oro    | 84 kg            |
| 2019               | Nursultán (Kazajistán)  | Medalla de plata  | 97 kg            |
| Campeonato Europeo |                         |                   |                  |
| Año                | Lugar                   | Medalla           | Categoría        |
| 2010               | Bakú (Azerbaiyán)       | Medalla de plata  | 84 kg            |
| 2011               | Dortmund (Alemania)     | Medalla de bronce | 84 kg            |
| 2018               | Kaspisk (Rusia)         | Medalla de plata  | 92 kg            |
| 2019               | Bucarest (Rumania)      | Medalla de oro    | 92 kg            |